# Marian Väpnargård
Marian Väpnargård, född 26 juni 1944 i Töcksfors, är en svensk illustratör och författare..
Under 1970-talet var hon tidningstecknare på Bohusläningen.
Hennes tid som boende på Herresta prästgård i Östra Ämtervik inspirerade henne till boken Käraste Selma Lagerlöf, vilken hon både skrev och illustrerade. Utöver böcker hon skrivit själv har hon illustrerat böcker med texter av Arne H. Lindgren, Caroline Krook, Lennart Dartman, Sven Toremark och Gunnar Johansson.
Hon var under mandatperioden 2014–2018 ledamot för Moderaterna i kommunfullmäktige i Storfors kommun. Tidigare har hon varit kommunpolitiker i Filipstad.

## Priser och utmärkelser
- 1989 – Föreningen för Värmlandslitteratur: Vackraste värmlandsboken (för Käraste Selma Lagerlöf)[2]
- 1991 – Sveriges kyrkliga studieförbunds kulturpris[2]
- 1994 – Föreningen för Värmlandslitteraturs kulturstipendium ur Bengt Axelssons kulturfond[2]
- 1995 – Landstinget i Värmlands Frödingstipendium[7]
- 2004 – Ferlinstipendiet[8]